# Euproctis butleri
Euproctis butleri är en fjärilsart som beskrevs av Swinhoe 1907. Euproctis butleri ingår i släktet Euproctis och familjen tofsspinnare. Inga underarter finns listade i Catalogue of Life.